# Trảu ngực nâu
Trảu ngực nâu (danh pháp khoa học: Merops philippinus) là một loài chim trong họ Meropidae.
Trảu ngực nâu sinh sản ở Đông Nam Á. Nó di cư mạnh mẽ, được nhìn thấy theo mùa ở phần lớn bán đảo Ấn Độ.
Đây là một loài chim sinh sản ở các khu vực cận nhiệt đới mở, chẳng hạn như đất nông nghiệp, công viên hoặc cánh đồng lúa. Chúng thường được nhìn thấy gần các mạch nước lớn. Giống như những loài trảu ăn ong khác, trảu ngực nâu chủ yếu ăn côn trùng, đặc biệt là ong, tò vò và ong vò vẽ, chúng bắt trong không trung khi chục lao ra từ chỗ đậu ở khu vực không gian mở. Loài này có thể bắt ong và chuồn chuồn với số lượng gần bằng nhau. Những con côn trùng bị bắt được bị chúng mổ xuống cành cây cho chết và phá vỡ đánh vào cá rô để giết và phá vỡ khung xương. Thói quen này được nhìn thấy ở nhiều thành viên khác trong trật bộ Sả.